# Ancram (Nueva York)
Ancram es un pueblo ubicado en el condado de Columbia en el estado estadounidense de Nueva York. En el año 2000 tenía una población de 1513 habitantes y una densidad poblacional de 13.7 personas por km².

## Geografía
Ancram se encuentra ubicado en las coordenadas 42°2′10″N 73°34′49″O / 42.03611, -73.58028.

## Demografía
Según la Oficina del Censo en 2000 los ingresos medios por hogar en la localidad eran de $45 726, y los ingresos medios por familia eran $47 708. Los hombres tenían unos ingresos medios de $31 196 frente a los $25 625 para las mujeres. La renta per cápita para la localidad era de $22 541. Alrededor del 7.4% de la población estaban por debajo del umbral de pobreza.